# Johann Kilian Bächtiger
Johann Kilian Bächtiger (* 23. Juni 1850 in Mosnang; † 25. August 1922 auf St. Iddaburg bei Kirchberg) war ein Schweizer Priester, dem Heilungen nachgesagt wurden.

## Biografie

### Ausbildung
Bächtiger besuchte die Realschule in Bütschwil und wechselte dann zum Besuch des Gymnasiums an das Bischöfliche Knabenseminar St. Georgen in St. Gallen über. Er studierte anschließend am Kollegium „Maria Hilf“ in Schwyz Philosophie und ab dem Wintersemester 1872/73 am Bischöflichen Lyzeum Eichstätt Theologie. In Eichstätt trat er dem Schweizerischen Studentenverein bei. Ab Herbst 1876 weilte er im Priesterseminar St. Georgen in St. Gallen und empfing am 17. März 1877 in St. Gallen die Priesterweihe.

### Seelsorgerliche Tätigkeit
Noch im Jahr seiner Weihe wurde er Vikar in Hemberg, wechselte aber noch im gleichen Jahr als Kaplan nach Bruggen über, wo er bis 1879 verblieb. Im Herbst 1879 kehrte er als Pfarrer nach Hemberg zurück. Ab 1884 führte er Pilgergruppen nach Lourdes, zum 30. Mal im Jahr 1913; von 1885 bis 1923 war er Präses der „Vereinigung der Lourdespilger“. Ab November 1886 amtierte er als Pfarrer in Tübach. Zuletzt war er ab 1907 Wallfahrtspriester auf St. Iddaburg bei Kirchberg, wo er auch als Verleger einer Wallfahrtsschrift tätig war. Er starb dort nach einem Schlaganfall und wurde im Vorzeichen der Kirche bestattet.
Am Beispiel Bächtigers lässt sich eine bestimmte Art von Volksfrömmigkeit ausmachen: Er galt als „Segenspriester“, d. h. als Priester, dessen Segen man eine besondere heilende Kraft nachsagte. Deshalb wandten sich sehr viele Menschen an ihn: „Manches Jahr (suchten) 15 bis 20 000 Menschen persönlich oder schriftlich bei ihm Hilfe.“ Bereits während seiner Kaplansjahre in Bruggen soll es zu Heilungen auf seine Segnungen und Exorzismen hin gekommen sein. Als Pfarrer von Hemberg setzte er seine Segnungen und Exorzismen fort, bis er ein bischöfliches Exorzismus-Verbot erhielt. Als Pfarrer von Tübach wurde ihm auf Beschwerden hin 1891/92 ein bischöfliches Verbot jeglicher Krankenbehandlungen mit angedrohter Exkommunikation ausgesprochen; ab 1894 gab es dann keine kirchlichen Widerstände mehr gegen ihn. Er „heilte leibliche Krankheiten durch sein frommes Gebet, sein felsenfestes Gottvertrauen und durch die Mittel, die die Kirche dem Priester in die Hand gibt: gesegnetes Wasser und Oel, Krankensegen und Beschwörung (Exorzismus). Er hat nicht durch Hypnose, Sympathie oder gar abergläubische Dinge geheilt. Er half, indem er die Kranken zu großem Vertrauen auf Gott ermunterte.“

## Ehrung
- 1913 ernannte ihn der Bischof von Lourdes zum Ehrenkaplan Unserer Lieben Frau von Lourdes.

## Ungedruckte Aufsätze
In der Universitätsbibliothek Eichstätt-Ingolstadt (Abteilung Historische Bestände) haben sich in VA 8 ungedruckte Aufsätze von Bächtiger erhalten, darunter:
- Ein Wort über das Lehrerwesen
- Unter gewissen Bedingungen ist die compensatio occulta nicht ungerecht